# Ratajno

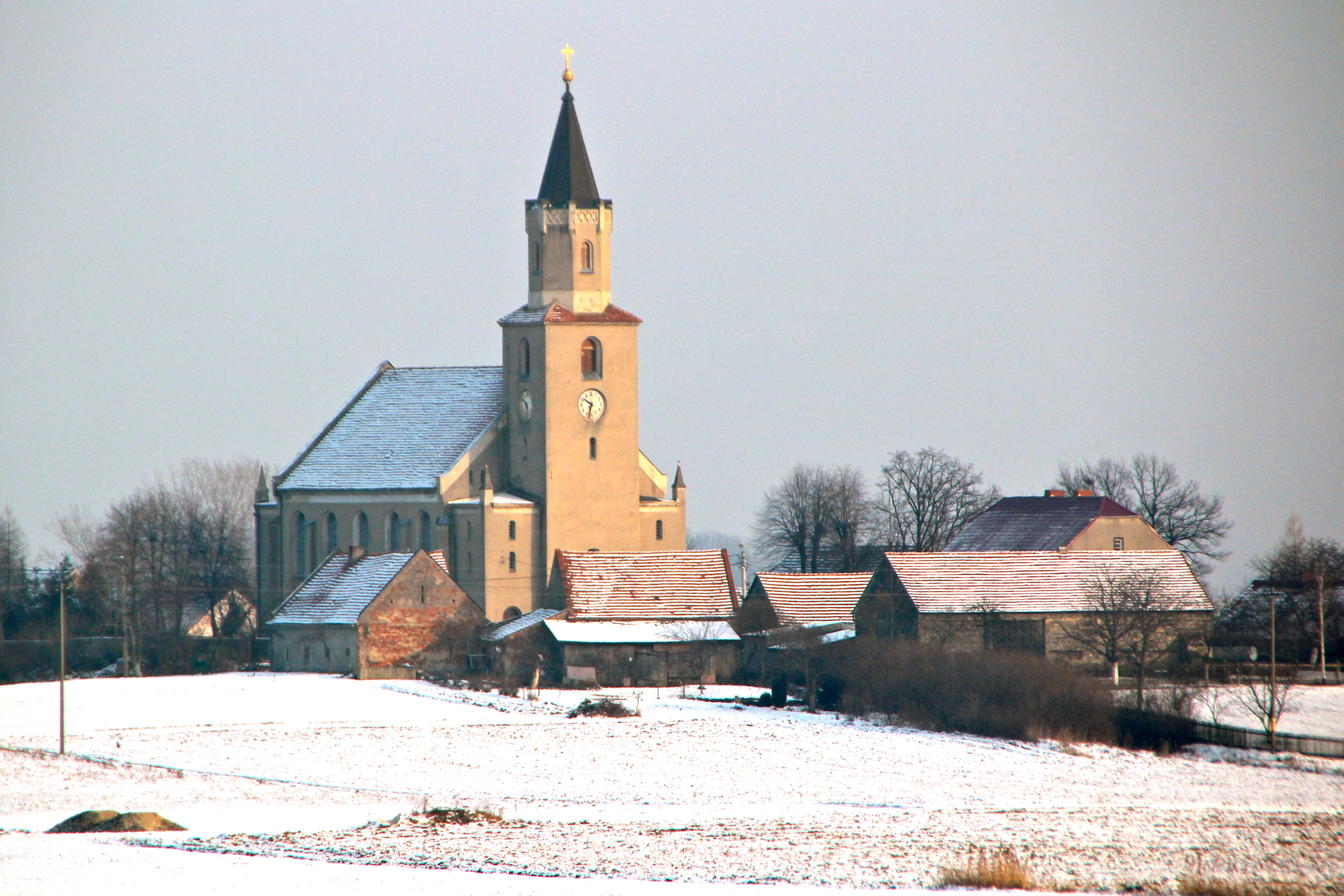
Kirche von Ratajno

Ratajno (deutsch Panthenau; veraltet auch Panten) ist ein Dorf in der Landgemeinde Łagiewniki (Heidersdorf) im Powiat Dzierżoniowski in der polnischen Woiwodschaft Niederschlesien.

## Lage
Ratajno liegt etwa drei Kilometer südwestlich von Łagiewniki (Heidersdorf), 20 Kilometer östlich von Dzierżoniów (Reichenbach) und 42 Kilometer südwestlich von Breslau. Nachbarorte sind Sieniawka (Lauterbach) im Westen, Oleszna (Langenöls) im Norden, Ligota Wielka (Groß Ellguth) im Südwesten, Przystronie (Pristram) im Südosten und Łagiewniki (Heidersdorf) im Osten.

## Geschichte
Das Dorf war früher in Ober- und Niederpanthenau aufgeteilt. Niederpanthenau wurde 1260 als Pantnou und 1316 als Rathigyne erwähnt und Oberpanthenau 1315 als Pantenow. In Oberpanthenau stand der Grenzstein zwischen den Fürstentümern Brieg und Schweidnitz. Um 1706 wurde das Schloss in Niederpanthenau errichtet. Nach dem Ersten Schlesischen Krieg 1741/42 fiel Panthenau mit dem größten Teil Schlesiens an Preußen. Beide Dörfer besaß Mitte des 19. Jahrhunderts Erblandmarschall Graf Erdmann von Sandreczky-Sandraschütz, Majoratsgericht Langenbielau. 1845 bestand Panthenau aus den Anteilen:
1. Niederpanthenau mit 25 Häuser, ein herrschaftliches Wohnhaus, ein Vorwerk, 209 überwiegend evangelische Einwohner (29 katholisch und der Rest evangelisch), evangelische Kirche zu Oberpanthenau, katholische Kirche zu Lauterbach (Parochie Niederlangseifersdorf), eine Wassermühle, zwei rustikale Brennereien, zwei Wirtshäuser, zwei Windmühlen, 21 Baumwollstühle, zehn Handwerker, acht Händler und 73 Rinder. Bei dem zugehörigen Feldstraßenkretscham befand sich eine Steinkohlenniederlage.
2. Oberpanthenau mit 21 Häuser, ein herrschaftliches Schloss und Vorwerk, 152 überwiegend evangelische Einwohner (16 katholisch und der Rest evangelisch), eine evangelische Pfarrkirche mit Pfarrwidum unter dem Patronat der Grundherrschaft, eingepfarrt: Oberpanthenau, Niederpanthenau, Pristram, Wättrisch, gastweise Groß Ellguth, Lauterbach, Niederlangseifersdorf, Stoschendorf, Kuschendorf, Jenschwitz, Eichberg, eine evangelische Schule, eine Lokalie, katholische Kirche zu Lauterbach (Parochie Niederlangseifersdorf), eine Wassermühle die sogenannte „Lindwurmmühle“ und eine Schmiede.[2]

Niederpanthenau gehörte zum Kreis Reichenbach und Oberpanthenau bis 1932 zum Kreis Nimptsch. Bis zu seiner Auflösung war Niederpanthenau Teil des Amtsbezirks Groß Ellguth. Seit 1933 gehörten Ober- und Niederpanthenau zum Amtsbezirk Lauterbach. Am 1. Januar 1934 erfolgte der Zusammenschluss der Landgemeinden Niederpanthenau und Oberpanthenau zur neuen Landgemeinde Panthenau. Als Folge des Zweiten Weltkriegs fiel Pathenau mit dem größten Teil Schlesiens 1945 an Polen. Nachfolgend wurde es in Ratajno umbenannt. Die deutsche Bevölkerung wurde – soweit sie nicht schon vorher geflohen war – vertrieben. Die neu angesiedelten Bewohner stammten teilweise aus Ostpolen, das an die Sowjetunion gefallen war. Ratajno ist heute Teil der Landgemeinde Łagiewniki.

## Sehenswürdigkeiten
- Die römisch-katholische Pfarrkirche St. Anton (Kościół parafialny pw. św. Antoniego) in Oberpathenau, früher evangelisch, geht auf eine Gründung des 14. Jahrhunderts zurück. Mit Einführung der Reformation seit 1534 protestantisch, verlor sie 1654 die Filialkirche zu Lauterbach und Groß Ellguth. Die Kirche, der Turm und das Pfarrhaus wurden am 22. Januar 1849 durch einen Brand zerstört. Der Neubau wurde am 10. Januar 1853 eingeweiht. Die drei Glocken waren eine Spende von Fräulein Bertha Roß aus Hamburg. 1867 waren in die evangelische Parochie gepfarrt: Oberpanthenau (182 Seelen, 166 ev.), Niederpanthenau (203 Seelen, 173 ev.), Pristram (319 Seelen, 282 ev.), Wättrisch (273 Seelen, 189 ev.), Gastgemeinden im Kreis Reichenbach: Groß Ellguth (720 Seelen, 649 evangelisch), Lauterbach (683 Seelen, 112 ev.), Niederlangseifersdorf (584 Seelen, 435 ev.), Stoschendorf (300 Seelen, 177 ev.), Kuschendorf (175 Seelen, 94 ev.), Jenschwitz (84 Seelen, 47 ev.), Preuß mit Eichberg (88 Seelen, 57 ev,) Klein Güttmannsdorf (58 Seelen, 40 ev.), insgesamt ca. 2400 Seelen. Das Kirchenpatronat besaß die Majoratsherrschaft auf Langenbielau. Der Pfarrer wurde besoldet durch das Widum und Gärten. Der Gottesacker für die eingepfarrten und für Lauterbach lag in Oberpanthenau.[4]